# Dwergsterren
Dwergsterren is een bundel sciencefictionverhalen uitgegeven door A.W. Bruna Uitgevers. 

## Achtergrond
De bundel verscheen ter gelegenheid van de druk van deel 100 in de Bruna SF reeks. A.W. Bruna Uitgevers gaf daarom dit boek uit met ultrakorte verhalen, samengesteld door Vincent van der Linden. Om het een Nederlandstalig tintje mee te geven, stopte hij er ook een aantal Nederlandse korte sf-verhalen tussen. De Telegraaf prees het boekje aan in hun editie van 15 september 1979 als flitsend en fantasierijk. Een recensie en/of beknopte inhoud van de verhalen was niet te geven gezien de hoeveelheid en verscheidenheid, aldus dezelfde krant.  

## Inhoud
Achter in het boek wordt een opsomming gegeven welke boekjes in de reeks waren verschenen. Tevens werd in een nawoord melding gemaakt van de populariteit van de sciencefictionverhalen en -romans in de jaren zeventig van de 20e eeuw. Het gaat om een stroming die kan bogen op een blijvende belangstelling bij het publiek. De reeks van Bruna zou echter al in het jaar volgend op dit boek stoppen. Behalve de gebruikelijke sciencefictionverhalen is er ook plaatsgemaakt voor een (auto-)biografisch verhaal door en over Isaac Asimov: Spekje voor 't uitgeversbekje. 
| Bladzijde | Schrijver                              | Titel                                                         | Originele titel                         | Jaar | Thema                                    |
| --------- | -------------------------------------- | ------------------------------------------------------------- | --------------------------------------- | ---- | ---------------------------------------- |
|           |                                        |                                                               |                                         |      |                                          |
| 11        | Isaac Asimov                           | Verbannen naar de hel                                         | Exile to hell                           | 1968 | strafkolonie                             |
| 17        | Lee Killough                           | De gifbeker                                                   | A cup of hemlock                        |      | miscommunicatie                          |
| 19        | Frederik Pohl                          | Een moordvent, die Phineas Snodgrass                          | The deadly mission of Phineas Snodgrass | 1962 | tijdreis                                 |
| 25        | Fred Saberhagen                        | Martha                                                        | Martha                                  | 1976 | supercomputer                            |
| 28        | Eddy C. Bertin                         | Fragmenten uit een dagboek gevonden in de ruïnes van New York |                                         | 1978 | racisme, moederliefde                    |
| 33        | Robert L. Fish                         | Bruggen niet meegerekend                                      | Not counting bridges                    | 1963 | asfaltering van de wereld                |
| 36        | Ray Russell                            | Wie het laatst lacht....                                      | The better men                          | 1966 | Nieuwe Adam en Eva                       |
| 40        | Bob Shaw                               | De mooiste dag van je leven                                   | The happiest day of your life           | 1970 | moederliefde                             |
| 46        | Richard Wilson                         | Baas boven baas                                               | Course of empire                        | 1955 | kolonialisme                             |
| 51        | Stephen Goldin                         | Droom van engeltjes, Melissa                                  | Sweet dreams, Melissa                   | 1968 | supercomputer                            |
| 58        | Gayford Pierce                         | Tnate Pos pakt uit                                            | Mail supremacy                          | 1974 | postbezorging                            |
| 62        | Damon Knight                           | Als gegoten                                                   | Maid in measure                         | 1964 | gedaanteverwisseling                     |
| 66        | George R.R. Martin                     | De SDL                                                        | FTA                                     | 1974 | achterhaalde wetenschap                  |
| 71        | Henry Slesar                           | Examendag                                                     |                                         | 1957 | moederliefde                             |
| 77        | Wim Burkunk                            | Voorlichting                                                  |                                         | 1978 | Seksuele voorlichting                    |
| 81        | Alan E. Nourse                         | Opgaan in elkaar                                              | The complete consummaters               | 1964 | samensmelting                            |
| 88        | Robert Sheckley                        | Van hetzelfde laken een pak                                   | Starting from scratch                   | 1953 | microwereld                              |
| 94        | Bruce McAllister                       | Net een mannetje                                              | The man inside                          | 1969 | gespleten persoonlijkheid                |
| 98        | Isaac Asimov                           | Ogen kunnen meer dan zien                                     | Eyes do more than see                   | 1964 | evolutie                                 |
| 103       | Daniel A. Darlington                   | Patent                                                        | Patent rights                           | 1974 | octrooi                                  |
| 106       | Mildred Downey Broxon                  | Studiemateriaal                                               | Source material                         | 1974 | geautomatiseerde leerkracht              |
| 109       | Henry Slesar                           | Wonder                                                        | Chief                                   | 1960 | kolonisatie                              |
| 111       | Reginald Bretnor                       | Naar de top                                                   | The man on top                          | 1951 | bergbeklimmen                            |
| 118       | Frederik Pohl                          | Poppenkast                                                    | Punch                                   | 1963 | jagen/bejaagd worden                     |
| 124       | Bob van Laerhoven                      | Verzadigingspunt                                              |                                         | 1978 |                                          |
| 131       | Daniel Plachta                         | De man van wanneer                                            | The man from when                       | 1966 | tijdreizen                               |
| 134       | Cyril Kornbluth                        | De raket van 1955                                             | The rocket of 1955                      | 1954 | bouwen van raket                         |
| 137       | Maggie Nadler                          | Het nieuwste snufje                                           | Latest feature                          | 1972 | sneak camera                             |
| 143       | Isaac Asimov                           | Een waas in de met                                            | A loint of paw                          | 1957 | tijdreizen                               |
| 145       | James Blish                            | De maskers                                                    | The masks                               | 1959 | ontsnappen                               |
| 151       | Janna Russ                             | Onschuld                                                      | Innocence                               | 1974 | fantasie                                 |
| 154       | Roger Zelazny                          | Verzamelwoede                                                 | Collector's fever                       | 1964 | kristallisering                          |
| 159       | Edward D. Hoch                         | De laatste paradox                                            | The last paradox                        | 1958 | tijdreizen                               |
| 162       | Rober Sheckley                         | Voedertijd                                                    | Feeding time                            | 1954 | wat eet een griffioen?                   |
| 168       | Manuel van Loggem                      | Kom terug, Andreas                                            |                                         | 1978 | wedergeboorte                            |
| 173       | Karen Anderson                         | Landschap met sfinxen                                         | Landscape with sphinxes                 | 1963 | visie van sfinxen half vogel, half leeuw |
| 178       | Ray Russell                            | De kamer                                                      | The room                                | 1961 | reclame                                  |
| 182       | James E. Gunn                          | De kleuterklas                                                | Kindergarten                            | 1970 | scheppingsverhaal                        |
| 186       | Keith Laumer                           | Altijd al geweten                                             | Prototaph                               | 1966 | onsterfelijkheid                         |
| 192       | Anthony Boucher                        | Sterrebruid                                                   | Star bride                              | 1943 | interstellaire liefde                    |
| 196       | Richard Wilson                         | Broer!                                                        | Kin                                     | 1956 | familieband                              |
| 200       | Ben Bova                               | Het systeem                                                   | The system                              | 1968 | medicijn                                 |
| 203       | Jeffrey S. Hudson Isaac Asimov         | Spekje voor 't uitgeversbekje                                 | Half-baked publisher's delight          | 1974 | Isaac Asimov, Robert Silverberg          |
| 210       | William F. Nolan                       | De werelden van Monty Wilson                                  | The worlds of Monty Wilson              | 1971 | tijdreizen                               |
| 213       | Thomas Wintner                         | Een prachtige wereld                                          |                                         | 1979 | fantasie tegenover werkelijkheid         |
| 218       | Bill Pronzini                          | Muurvast                                                      | Dry spell                               | 1970 | Schrijfblokkade                          |
| 221       | Robert Sheckley                        | De volmaakte vrouw                                            | The perfect woman                       | 1953 | De perfecte vrouw                        |
| 226       | Dannie Plachta                         | Opgewekt                                                      | Revival meeting                         | 1969 | cryonisme                                |
| 229       | Larry Niven                            | Heel begrijpelijk                                             | Mistake                                 | 1976 | Een trip                                 |
| 232       | Laurence F. Janifer Donald E. Westlake | De vraag                                                      | The question                            | 1968 | De zon                                   |
| 236       |                                        | De honderd titels                                             |                                         |      |                                          |